# ロチェスター郡区 (アイオワ州シーダー郡)
ロチェスター郡区は、アメリカ合衆国、アイオワ州、シーダー郡にある17の郡区の一つである。2000年の国勢調査で、人口は603人だった。

## 地理
ロチェスター郡区は、70.0平方キロメートル（27.03平方マイル)で、組み込まれた自治体(incorporated settlements)はない。
アメリカ地質調査所によると、この郡区はHealeyとHebronの2つの霊園が含まれる。